# Episcia andina
Episcia andina är en tvåhjärtbladig växtart som beskrevs av Wiehler. Episcia andina ingår i släktet Episcia och familjen Gesneriaceae. Inga underarter finns listade i Catalogue of Life.